# سرطان الفم

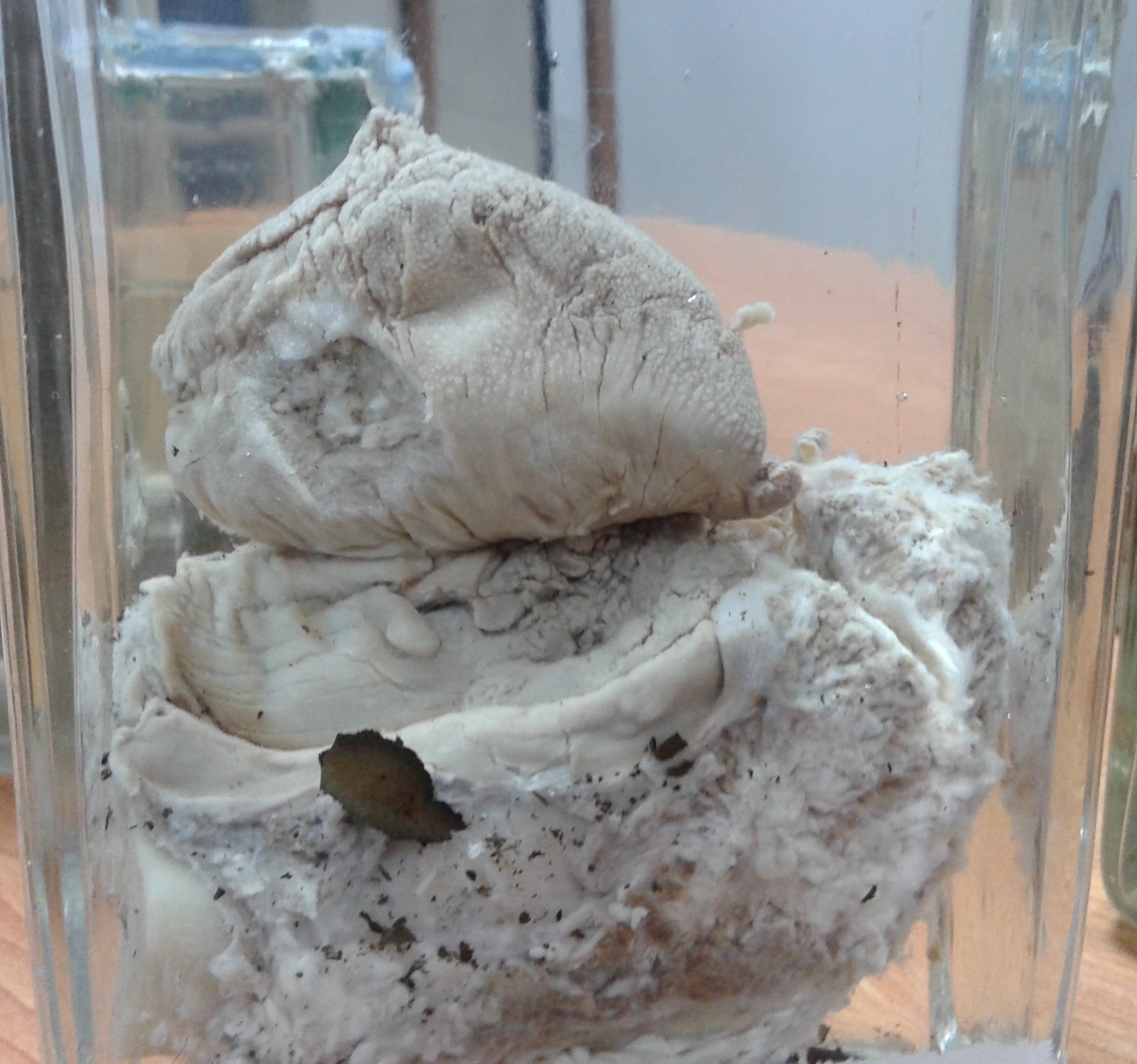
سرطان اللسان

سرطان الفم (بالإنجليزية: Oral cancer)‏ هو مصطلح عام يستخدم لوصف أي ورم يظهر في التجويف الفموي، قد يكون منشأ الورم أولياً من أحد أنسجة الفم وقد يكون ورم الفم ثانوياً (نقيلة من ورم في مكان آخر أو امتداداً لورم في مكام مجاور كأنسجة الأنف أو البلعوم).
يمكن لسرطان الفم أن ينشأ في أي من الأنسجة الموجودة فيه كما يمكن تصنيفه بحسب تركيبه النسيجي ومن الأنواع المصنفة حسب التكوين النسيجي:
- ورم مسخي (الذي ينشأ من طبقات التبرعم الجنينية)
- سرطانة غدية ناشئة من أنسجة الغدد اللعابية
- ورم لمفي ناشئ من أنسجة العقد اللمفاوية واللوزتين
- ورم ميلانيني ناشئ من الخلايا المنتجة لصبغة الميلانين في البشرة المحيطة بالفم.

إن أكثر سرطانات الفم حدوثاً هي سرطانة الخلايا الحرشفية الناشئة من الخلايا الطلائية المبطنة للفم والشفتين، وعادة ما تظهر الأورام في سرطان الفم على اللسان والشفتين، كما أنها قد تظهر على اللثة أو سقف الحلق وبطانة الخد. سرطانات الفم خبيثة بشكل عام وتنتشر بسرعة كبيرة ما يجعلها خطراً على البقاء.

## عوامل الخطورة
في عام 2008 وفي الولايات المتحدة وحدها تم اكتشاف 34 ألف حالة سرطان فم، 66% منهم كانوا في المراحل المتأخرة من المرض، يلعب انعدام الوعي لدى العامة دوراً كبيراً في انتشار وتفاقم المرض بالرغم أن علاجه في المراحل المبكرة لا يعدو كونه استئصالاً جراحياً بسيطاً للآفة.

### التدخين
يرتبط التدخين بـ75% من حالات سرطان الفم، ويؤدي التدخين إلى تهييج الأغشية المخاطية المبطن للفم، يحوي التبغ 19 مادة مسرطنة معروفة كما أن احتراقه والمواد المستخدمة في معالجته وتصنيعه تشكل خطراً صحياً موثقاً.
بالإضافة إلى تدخينه، فإن مضغ التبغ المنتشر في عدة ثقافات آسيوية يحمل ذات الأخطار التي يحملها تدخين التبغ وله ارتباط وثيق بنشوء سرطانات الفم. نتيجة لشيوع هذه العادة في الهند؛ فإن نسبة سرطان الفم من مجموع سرطانات الجسم تبلغ 40% بالمقارنة مع 4% التي هي نسبة سرطان الفم من مجموع سرطانات الجسم في بريطانيا مثلاً.

### الكحول
يحمل شرب الكحول كذلك خطراً كبيراً ويساهم بشكل مباشر في نشوء سرطان الفم، كما وجد أن للتدخين وشرب الكحول تأثيراً تآزرياً في تكوين سرطان الفم مقارنة بالتدخين وحده أو شرب الكحول وحده. بالتالي فإن خطر التدخين وشرب الكحول معاً تزيد عن مجموع خطر التدخين المفرط والشرب المفرط كلاً على حدة.
أوضحت دراسات أجريت في أستراليا والبرازيل وألمانيا أن اتسخدام منتجات غسول الفم المحتوية على الكحول تحمل خطراً لنشوء سرطان الفم، فقد لوحظ أن الاستعمال المتكرر غسول الفم المحتوية على الكحول تحمل احتمالية اختطار ملحوظة لنشوء سرطان الفم.

### فيروس الورم الحليمي البشري
لفيروس الورم الحليمي البشري أكثر من 120 نوعاً لكن العدوى الناتجة النوع 16 تحديداً تحمل خطر تكون سرطان الفم لدى المصابين، وغالباً ما تنشأ سرطانات الفم لدى المصابين بهذا الفيروس في عمر فوق ال50 عاماً، ويصيب السود أكثر من البيض بمعدل 1:2 والرجال أكثر من النساء بمعدل 1:3، ولوحظ وجود العدوى لدى 75% من المدخنين الشرهين واولئك الذين يفرطون في تناول الكحول. من الجدي الإشارة أن فيروس الورم الحليمي البشري من النوع 16 مربط كذلك بحدوث سرطان عنق الرحم.

## الوبائيات
بعض سرطانات الفم تبدأ بآفة فموية غير سرطانية اللويكوبلاكيا (الطَلَوان) والتنسج الأحمر، أو بتقرح فموي غير ملتئم لمدة أكثر من 14 يوماً وتتطور لتصبح سرطانة، يصيب سرطان الفم الرجال أكثر من النساء (رجلين لكل امرأة) ويستهدف الفئة العمرية بين 40 و 60 عاماً.

## الأعراض
- آفة جلدية أو قرحة أو كتلة تتميز بالمواصفات التالية:
  - تظهر على اللسان أو اللثة أو الشفتين أو بطانة الخد أو الحنك.
  - عادة ما تكون صغير الحجم.
  - عادة ما تكون باهتة اللون ولكنها قد تكون غامقة أو مختلفة اللون في بعض الأحيان.
  - قد تتطور من آفة فموية بيضاء أو حمراء موجودة سابقاً في الفم.
  - تكون غير مؤلمة في البداية ويظهر الألم عند تفاقم المرض.
- تشوه أو شلل في اللسان.
- صعوبة في البلع.
- تقرحات في الفم تستمر لأكثر من 14 يوماً.
- ألم وخدر في الوجه.

## تشخيص
يعتمد التشخيص بصورة أساسية على الفحص السريري لدى طبيب الأسنان والقصة المرضية، وتلعب التوعية العامة دوراً هاماً في زيادة الكشف المبكر عن المرض الأمر الذي يجعل فرص علاجه أفضل بكثير قد تصل نسبة نجاحه إلى 95% إذا كان في مرحله مبكرة، يم تأكيد التشخيص بأخذ خزعة من الآفة أو التقرح أو الكتلة المشبوهة ودراستها في مختبر علم الأمراض. يمكن استخدام تقانة التصوير بالرنين المغناطيسي أو التصوير الطبقي المحوسب في الحالات المتأخرة لتحديد مدى انتشار المرض في التجويف الفموي والرقبة والأعضاء المحيطة.

## العلاج
يكون العلاج في المراحل المبكرة للمرض عبر الإستئصال الجراحي، وعادة ماتكون نتائج الجراحة المبكرة مُرضية ولا تترك تشوهات مزعجة ويكون تأثيرها على النطق والبلع طفيفاً. أما الحلول الجراحية في المراحل المتأخرة من المرض فتكون مشوهة قد تتطلب استئصال أجزاء من عظم الفك أو الحنك وقد تستلزم إزالة بعض الأعصاب الرئيسية تاركة عضلا الوجه مشلولة
يمكن اسخدام العلاج بالأشعة كرديف للاستئصال الجراحي أو وحده في الحالات الغير قابلة للجراحة ويكون الهدف من العلاج بالأشعة هو الحد من نمو الورم وإيقاف الأورام النقيلة.كما يستخدم العلاج الكيميائي في أحيان قليلة كمرادف للجراحة أو وحده.